# Amplicephalus osborni
Amplicephalus osborni är en insektsart som beskrevs av Van Duzee 1892. Amplicephalus osborni ingår i släktet Amplicephalus och familjen dvärgstritar. Inga underarter finns listade i Catalogue of Life.